# Paudalho
Paudalho è un comune del Brasile nello Stato del Pernambuco, parte della mesoregione della Zona da Mata Pernambucana e della microregione della Mata Setentrional Pernambucana.